# 李淑明
李淑明（1967年—），广西容县人，汉族，中华人民共和国政治人物、第十二届全国人民代表大会地区代表。
毕业于广州市委党校行政管理专业。加入中国共产党。担任广州市越秀区城管局环卫监管四所所长。2008年起担任全国人大代表。2013年，担任全国人大代表。